# Élections territoriales de 2015 en Corse
Pour un article plus général, voir Élections régionales françaises de 2015.
Les élections territoriales de Corse ont lieu les 6 et 13 décembre 2015 afin d'élire les 51 sièges de l'assemblée de Corse.
Elles voient, pour la première fois dans ce type d'élection, la victoire d'une liste nationaliste, conduite par Gilles Simeoni.

## Mode de scrutin
La Corse constitue une collectivité territoriale à statut particulier : similaire à une région, elle est dotée de compétences supplémentaires et dispose d'un cadre institutionnel spécifique.
L'assemblée de Corse est l'assemblée délibérante de la collectivité. Elle est composée de 51 membres élus au suffrage universel direct et au scrutin proportionnel plurinominal à deux tours avec prime majoritaire. Les listes doivent respecter la parité et comporter alternativement un candidat homme et une candidate femme.
Un second tour a lieu si aucune liste n'atteint 50 % des suffrages exprimés au premier tour. Peuvent se qualifier au second tour les listes ayant recueilli au moins 7 % des voix. Les listes ayant obtenu au moins 5 % peuvent fusionner au second tour avec une liste qualifiée.
Au tour décisif (premier tour si une liste a obtenu 50 %, second tour sinon), la liste arrivée en tête reçoit une prime de neuf sièges alors que le reste des sièges est réparti entre toutes les listes (y compris la liste arrivée en tête) ayant reçu au moins 5 % des voix. À la différence des régions, les sièges sont répartis à l'échelle de la collectivité, sans section départementale.
L'assemblée de Corse procède le jeudi suivant son élection à l'élection de son président et à l'élection du conseil exécutif de Corse, organe exécutif de la collectivité.

## Contexte
Le 12 décembre 2014, l'Assemblée de Corse adopte par 42 voix sur 51 une nouvelle proposition de création d'une collectivité territoriale unique devant fusionner la collectivité territoriale de Corse et les conseils départementaux de Haute-Corse et de Corse-du-Sud. Cette proposition reçoit le soutien du gouvernement et est intégrée le 21 février 2015 par amendement à la loi portant nouvelle organisation territoriale de la République, mais sans prévoir l'organisation d'un référendum, ce que contestent certains élus corses.
Cette collectivité territoriale unique sera dénommée « collectivité de Corse » et sera créé le 1er janvier 2018 : de nouvelles élections territoriales auront donc lieu deux ans après celle de 2015.

## Listes et candidats

### Droite
Le nom de Laurent Marcangeli, député-maire d'Ajaccio, a été évoqué pour mener la liste de droite, mais il n'est finalement pas candidat. La commission nationale d'investiture des Républicains devait initialement départager Camille de Rocca Serra et José Rossi (anciens présidents de l'assemblée de Corse), arrivés à égalité lors d'un vote début mai mais les deux hommes présentent finalement chacun leur propre liste. Le 3 août, Camille de Rocca Serra annonce sa candidature puis, le 6 août 2015, José Rossi officialise à son tour la sienne. Lors de cette annonce, il est accompagné de deux députés corses des Républicains : Laurent Marcangeli et Sauveur Gandolfi-Scheit.
Mi-août, un accord est trouvé selon lequel celui dont la liste arrivera en tête au premier tour deviendra président de l'exécutif en cas de victoire tandis que l'autre accèdera à la présidence de l'assemblée. La commission nationale d'investiture des Républicains accorde finalement l'investiture officielle du parti à José Rossi.
Jean Toma, maire de Sari-Solenzara, est désigné comme chef de file de l'Union des démocrates et indépendants en février 2015. La formation centriste rejoint finalement la liste de José Rossi. L'UDI est allié aux Républicains.
Hyacinthe Santoni, natif de Sartène, ancien député des Bouches-du-Rhône, a été désigné tête de liste de Debout la France.

### Gauche
Le président sortant du conseil exécutif, Paul Giacobbi, présente fin juillet sa candidature en tandem avec Maria Guidicelli, qui était en 2010 sur la liste du Front de gauche.
François Tatti, président de la Communauté d'agglomération de Bastia, annonce sa candidature début juillet 2015 au nom du mouvement Corse démocrate mais rejoint finalement Paul Giacobbi en octobre.
Le maire de Bonifacio, Jean-Charles Orsucci, entend lui aussi prendre la tête d'une liste. Il est soutenu par le mouvement Corse social-démocrate de Vanina Pieri.
Dominique Bucchini (PCF), président sortant de l'Assemblée de Corse, conduit de nouveau la liste du Front de gauche.
Le Parti socialiste investit en septembre 2015 Emmanuelle de Gentili, conseillère exécutive sortante et première adjointe au maire de Bastia, à la tête d'une liste « progressiste et régionaliste ».
Enfin, l'élu bastiais Jean Zuccarelli présente lui aussi une liste, dénommée « La garantie républicaine », dont il prend la tête.

### Nationalistes
La formation Femu a Corsica, qui regroupe plusieurs partis autonomistes, dépose une liste conduite comme en 2010 par Gilles Simeoni.
Le 9 août 2015, lors des journées internationales de Corte, le mouvement nationaliste Corsica libera présente les cinq premiers de sa future liste, le numéro un étant Jean-Guy Talamoni.
Paul-Félix Benedetti conduit une liste pour la formation nationaliste Rinnovu, qui faisait jusqu'en 2012 partie de Corsica Libera.

### Autres
Jean-François Baccarelli, déjà candidat en 2010, entend de nouveau se présenter, avec le soutien de l'Alliance écologiste indépendante. Il est cependant déclaré inéligible fin septembre.
Francis Nadizi (Rassemblement bleu Marine) est initialement le candidat du Front national. Cependant, il est remplacé en octobre par Christophe Canioni, en raison d'une possible inéligibilité.

## Sondages
Avertissement : Les résultats des intentions de vote ne sont que la mesure actuelle des rapports de forces politiques. Ils ne sont en aucun cas prédictifs du résultat des prochaines élections. La marge d'erreur de ces sondages est de 4,5 % pour 500 personnes interrogées, 3,2 % pour 1 000, 2,2 % pour 2 000 et 1,6 % pour 4 000.

### Premier tour
| Institut   | Date                   | Échantillon | Bucchini (PG-PCF-E!) | Gentili (PS) | Orsucci (DVG) | Giacobbi (DVG) | Zuccarelli (PRG) | Talamoni (CL) | Benedetti (Rinnovu) | Simeoni (Femu a Corsica) | Rossi (LR - UDI) | Rocca Serra (DVD) | Santoni (DLF) | Canioni (FN) |
| ---------- | ---------------------- | ----------- | -------------------- | ------------ | ------------- | -------------- | ---------------- | ------------- | ------------------- | ------------------------ | ---------------- | ----------------- | ------------- | ------------ |
| Institut   | Date                   | Échantillon |                      |              |               |                |                  |               |                     |                          |                  |                   |               |              |
| OpinionWay | 27 au 30 octobre 2015  | 805         | 7 %                  | 4 %          | 4 %           | 12 %           | 5 %              | 8 %           | 1 %                 | 18 %                     | 12 %             | 16 %              | 1 %           | 12 %         |
| OpinionWay | 24 au 28 novembre 2015 | 801         | 7 %                  | 4 %          | 4 %           | 13 %           | 4 %              | 8 %           | 1 %                 | 19 %                     | 14 %             | 14 %              | 1 %           | 11 %         |

## Résultats
- Dominique Bucchini
- Emmanuelle De Gentili
- Paul Giacobbi
- Jean-Charles Orsucci
- Jean Zuccarelli
- Gilles Simeoni
- Jean-Guy Talamoni
- Paul-Félix Benedetti
- José Rossi
- Camille De Rocca Serra
- Christophe Canioni

- Paul Giacobbi
- Gilles Simeoni
- José Rossi
- Christophe Canioni

| composition de l'assemblée de Corse après les élections de 2015 |                          |                          |              |              |             |               |        |               |
| Tête de liste                                                   | Tête de liste            | Liste                    | Premier tour | Premier tour | Second tour | Second tour   | Sièges | +/-           |
| Tête de liste                                                   | Tête de liste            | Liste                    | Voix         | %            | Voix        | %             | Sièges | +/-           |
|                                                                 | Gilles Simeoni           | FaC                      | 24 603       | 17,62        | 52 839      | 35,34         | 24     | 9             |
|                                                                 | Jean-Guy Talamoni        | CL                       | 10 353       | 7,73         | 52 839      | 35,34         | 24     | 9             |
|                                                                 | Paul Giacobbi            | DVG                      | 24 686       | 18,42        | 42 607      | 28,49         | 12     | 12            |
|                                                                 | Dominique Bucchini       | PG-PCF-E!                | 7448         | 5,56         | 42 607      | 28,49         | 12     | 12            |
|                                                                 | José Rossi               | LR - UDI - CCB           | 17 642       | 13,17        | 40 480      | 27,07         | 11     | 1             |
|                                                                 | Camille de Rocca Serra   | DVD                      | 17 018       | 12,70        | 40 480      | 27,07         | 11     | 1             |
|                                                                 | Christophe Canioni       | FN                       | 14 176       | 10,58        | 13 599      | 9,09          | 4      | 4             |
|                                                                 | Jean-Charles Orsucci     | DVG - CSD                | 5 532        | 4,13         |             |               | 0      | en stagnation |
|                                                                 | Emmanuelle de Gentili    | PS                       | 4 353        | 3,25         | 0           | en stagnation |        |               |
|                                                                 | Jean Zuccarelli          | PRG                      | 4 227        | 3,15         | 0           | en stagnation |        |               |
|                                                                 | Paul-Félix Benedetti     | Rinnovu                  | 3 451        | 2,58         | 0           | en stagnation |        |               |
|                                                                 | Hyacinthe Santoni        | DLF                      | 1 500        | 1,12         | 0           | en stagnation |        |               |
|                                                                 |                          |                          |              |              |             |               |        |               |
| Suffrages exprimés                                              | Suffrages exprimés       | Suffrages exprimés       | 133 989      | 97,70        | 149 525     | 97,07         |        |               |
| Votes blancs                                                    | Votes blancs             | Votes blancs             | 1 748        | 1,31         | 2 397       | 1,59          |        |               |
| Votes nuls                                                      | Votes nuls               | Votes nuls               | 1 406        | 0,99         | 2 121       | 1,34          |        |               |
| Total                                                           | Total                    | Total                    | 137 143      | 100          | 154 043     | 100           | 51     | en stagnation |
| Abstentions                                                     | Abstentions              | Abstentions              | 97 723       | 40,34        | 75 781      | 32,97         |        |               |
| Inscrits / Participation                                        | Inscrits / Participation | Inscrits / Participation | 229 866      | 59,66        | 229 824     | 67,03         |        |               |